# World Warriors Fighting Championship (WWFC)
World Warriors Fighting Championship (WWFC) — международная организация, проводит бои по смешанным боевым искусствам (ММА) среди профессионалов. Главный офис в Киеве, Украина. Основана в 2013 году.
По данным независимого статистического портала Fight Matrix , среди ММА-организаций лига WWFC занимает 20 место из 500 в мире и 5 место среди стран СНГ.
Основатель и президент — Владимир Тесля.
Вице-президент — Денис Перч.

## История
Первый турнир WWFC — Cage Encounter, состоялся 14 июня 2014 года в Кишинёве (Молдова). В 2014 году лига организовала 4 турнира, в 2015 и 2016 годах — по 6 турниров, в 2017 — 14 турниров, по состоянию на октябрь 2018 года — 9 турниров.
WWFC провела 39 турниров, в том числе 12 основных номерных ивентов и турниры серии Road to WWFC, Ukraine Selection и Warriors Honor. Мероприятия организации проходили в Украине, Франции, Люксембурге и Молдове.
27 сентября 2017 года на турнире WWFC 8 был установлен рекорд посещаемости киевского Дворца спорта для спортивных мероприятий аналогичной направленности — 8 000 зрителей.

### Road to WWFC
Турниры серии Road to WWFC — региональные соревнования для поиска и подготовки молодых талантливых бойцов для последующего участия в номерных турнирах лиги.

## Правила
Турниры под эгидой WWFC проходят по унифицированным правилам ММА. Каждый раунд в WWFC длится пять минут. Не титульные поединки состоят из трёх раундов, а чемпионские — из пяти. Между каждым раундом предусмотрен минутный перерыв. Поединки проходят в гексагоне — клетке-шестиугольнике.

### Весовые категории
| Минимальный вес  | Strawweight       | 52,2 кг / 115 фунтов  |
| Наилегчайший вес | Flyweight         | 56,7 кг / 125 фунтов  |
| Легчайший вес    | Bantamweight      | 61,2 кг / 135 фунтов  |
| Полулёгкий вес   | Featherweight     | 65,8 кг / 145 фунтов  |
| Лёгкий вес       | Lightweight       | 70,3 кг / 155 фунтов  |
| Полусредний вес  | Welterweight      | 77,1 кг / 170 фунтов  |
| Средний вес      | Middleweight      | 83,9 кг / 185 фунтов  |
| Полутяжёлый вес  | Light heavyweight | 93 кг / 205 фунтов    |
| Тяжёлый вес      | Heavyweight       | 120,2 кг / 265 фунтов |

## WWFC

### Действующие чемпионы WWFC
| Весовая категория | Вес      | Спортсмен         | Прозвище | Страна   | Win — Loss — Draw | Fightmatrix Rank |
| Минимальный вес   | 52,2 кг  | Магдалена Сормова | -        | Чехия    | 7-1-0             | 27               |
| Наилегчайший вес  | 56,7 кг  | Блейн Одрисколл   | -        | Ирландия | 7-2-0             | 77               |
| Легчайший вес     | 61,2 кг  | Вакантно          | -        | -        | -                 | -                |
| Полулёгкий вес    | 65,8 кг  | Вакантно          | -        | -        | -                 | -                |
| Лёгкий вес        | 70,3 кг  | Вакантно          | -        | -        | -                 | -                |
| Полусредний вес   | 77,1 кг  | Михай Котруцэ     | -        | Молдова  | 11-1-0            | 222              |
| Средний вес       | 83,9 кг  | Сергей Гузев      | -        | Украина  | 19-3-0            | 93               |
| Полутяжёлый вес   | 93 кг    | Вакантно          | -        | -        | -                 | -                |
| Тяжёлый вес       | 120,2 кг | Вакантно          | -        | -        | -                 | -                |

### Номерные турниры WWFC
| №  | Название турнира                                  | Дата                  | Место                                             | Main Event                                                 | Титульные поединки |
| -- | ------------------------------------------------- | --------------------- | ------------------------------------------------- | ---------------------------------------------------------- | --- |
| 15 | WWFC 15 — World Warriors Fighting Championship    | 28 сентября 2019 года | Дворец спорта (Киев, Украина)                     | Светлана Гоцик (Украина) — Магдалена Сормова (Чехия) 2     | Светлана Гоцик (Украина) — Магдалена Сормова (Чехия) 2 |
| 14 | WWFC 14 — World Warriors Fighting Championship    | 2 марта 2019 года     | Дворец спорта (Киев, Украина)                     | Теймур Рагимов (Украина) — Блейн Одрисколл (Ирландия)      | Ева Дорт (Франция) — Магдалена Сормова (Чехия) Михаил Одинцов (Беларусь) — Паата Тщапелия (Грузия) Теймур Рагимов (Украина) — Блейн Одрисколл (Ирландия)              |
| 13 | WWFC 13 — World Warriors Fighting Championship    | 15 декабря 2018 года  | Дворец спорта (Киев, Украина)                     | Роман Долидзе (Украина/Грузия) — Михал Пастернак (Польша)  | Роман Долидзе (Украина/Грузия) — Михал Пастернак (Польша) |
| 12 | WWFC 12 — World Warriors Fighting Championship    | 29 сентября 2018 года | Дворец спорта (Киев, Украина)                     | Сергей Спивак (Украина) — Тони Лопез (США)                 | Сергей Спивак (Украина) — Тони Лопез (США) Михаил Котруцэ (Молдова) — Арбер Мурати (Албания) Теймур Рагимов (Украина) — Александр Барабаш (Украина)                   |
| 11 | WWFC 11 — World Warriors Fighting Championship 11 | 16 июня 2018 года     | Дворец спорта (Киев, Украина)                     | Магдалена Сормова (Чехия) — Светлана Гоцик (Украина)       | Магдалена Сормова (Чехия) — Светлана Гоцик (Украина) Сергей Гузев (Украина) — Вагнер Силва Гомез (Бразилия) Роман Долидзе (Украина/Грузия) — Эдер Де Соуза (Бразилия) |
| 10 | WWFC 10 — World Warriors Fighting Championship 10 | 24 марта 2018 года    | Дворец спорта (Киев, Украина)                     | Сергей Спивак (Украина) — Иво Кук (Хорватия)               | Сергей Спивак (Украина) — Иво Кук (Хорватия) Хасан Асхабов (Люксембург) — Михаил Одинцов (Беларусь) Хусейн Асхабов (Люксембург) — Эдилсон Тейшейра (Бразилия)         |
| 9  | WWFC — Cage Encounter 9                           | 14 декабря 2017 года  | Дворец спорта (Киев, Украина)                     | Светлана Гоцик (Украина) — Симона Сукупова (Чехия)         | Светлана Гоцик (Украина) — Симона Сукупова (Чехия) |
| 8  | WWFC — Cage Encounter 8                           | 27 сентября 2017 года | Дворец спорта (Киев, Украина)                     | Сергей Гузев (Украина) — Леандро Биспо (Бразилия)          | Сергей Гузев (Украина) — Леандро Биспо (Бразилия) Хасан Асхабов (Люксембург) — Драган Пешич (Сербия)                                                                  |
| 7  | WWFC — Cage Encounter 7                           | 14 июня 2017 года     | Дворец спорта (Киев, Украина)                     | Сергей Спивак (Украина) — Трэвис Фултон (США)              | Сергей Спивак (Украина) — Трэвис Фултон (США) Светлана Гоцик (Украина) — Саманта Жан-Франсуа (Франция)                                                                |
| 6  | WWFC — Cage Encounter 6                           | 29 марта 2017 года    | Дворец спорта (Киев, Украина)                     | Хасан Асхабов (Люксембург) — Гирам Родригез (Нидерланды)   | — |
| 5  | WWFC — Cage Encounter 5                           | 17 декабря 2016 года  | Дворец спорта (Киев, Украина)                     | Энди Янг (Северная Ирландия) — Александр Барабаш (Украина) | Энди Янг (Северная Ирландия) — Александр Барабаш (Украина) |
| 4  | WWFC — Cage Encounter 4                           | 19 сентября 2015 года | Cirque d’Hiver (Париж, Франция)                   | Карл Амуссу (Франция) — Флоран Беторангаль (Франция)       | — |
| 3  | WWFC — Cage Encounter 3                           | 4 апреля 2015 года    | Дворец спорта (Киев, Украина)                     | Хасан Асхабов (Люксембург) — Дэмиен Лапилус (Франция)      | — |
| 2  | WWFC — Cage Encounter 2                           | 13 декабря 2014 года  | Fitness & Wellness Club Alexia (Кишинев, Молдова) | Ион Куцелаба (Молдова) — Изидор Бунеа (Румыния)            | — |
| 1  | WWFC — Cage Encounter 1                           | 14 июня 2014 года     | Manej Arena (Кишинев, Молдова)                    | Василий Федорич (Украина) — Влад Поповский (Молдова)       | — |